# Криминалистичка психологија
Криминалистичка психологија проучава погледе, мисли, намере, радње и реакције криминалаца и свих који учествују у криминалном понашању.
Криминалистичка психологија је везана за област криминалистичке антропологије. Студија дубоко залази у оно што некога тера да почини злочин, али и у реакције након злочина. Криминалистички психолози имају многе улоге у судским системима, укључујући позивање као сведока у судским предметима како би помогли пороти да разуме ум злочинца. Неке врсте психијатрије се такође баве аспектима криминалног понашања.
Кривично понашање се може навести као „Свака врста антисоцијалног понашања, која је обично кажњива законом, али може бити кажњена нормама које наводи заједница“. Због тога је тешко дефинисати криминално понашање јер постоји танка граница између онога што се може сматрати у реду и онога што се сматра да није, што се сматра кршењем у једном тренутку може сада прихватити заједница.

## Улога психологије у правном систему
Психолози су лиценцирани професионалци који могу да процене и ментално и физичко стање. Профилери траже обрасце понашања како би повезали појединца(е) иза злочина. Групни напор покушава да одговори на најчешћа психолошка питања: да ли постоји ризик да сексуални напасник поново изврши исто ако се врати у друштво; да ли је починилац способан да му се суди; да ли је преступник био урачунљив у време извршења кривичног дела...
Криминалистички психолози се могу користити за обављање истражног рада, као што је испитивање фотографија злочина или обављање интервјуа са осумњиченим. Они понекад морају да формулишу хипотезу, како би проценили шта ће преступник даље да уради, након што прекрши закон.
Питање способности да се суди је питање тренутног стања свести преступника. Ово процењује способност преступника да разуме оптужбе против њих, могуће исходе осуде/ослобађања од ових оптужби и њихову способност да помогну свом адвокату у одбрани. Питање урачунљивости/неурачунљивости или кривичне одговорности је процена стања свести починиоца у време злочина. Ово се односи на њихову способност да разумеју добро од погрешног и шта је против закона. Одбрана од лудила се ретко користи, јер је то веома тешко доказати. Ако се прогласи неурачунљивим, преступник је смештен у безбедну болничку установу много дуже него што би служио у затвору.
Криминалистичка психологија је такође повезана са правном психологијом и форензичком психологијом.

## Примењена криминалистичка психологија
Утицај психолошких и друштвених фактора на функционисање људског мозга је централно питање којим се баве форензички или криминалистички психолози, јер је оно семе свих акција. За форензичку психијатрију, главно питање је 'Који пацијент постаје преступник?', или 'Који преступник постаје пацијент?'. Друго главно питање које постављају ови психијатри је: „Шта је било прво, злочин или ментални поремећај?“. Психолози посматрају факторе животне средине заједно са генетиком како би одредили вероватноћу (профилисање) одређене особе да почини злочин.
- Криминалистички и форензички психолози могу такође размотрити следећа питања:
- Да ли је сада присутан ментални поремећај? Да ли је био присутан у време злочина?
- Колики је степен одговорности починиоца за кривично дело?
- Који је ризик од поновног преступа и који фактори ризика су укључени?
- Да ли је лечење могуће да се смањи ризик од поновног преступа?

Сходно томе, индивидуалне психијатријске евалуације се прибегавају мерењу особина личности психолошким тестирањем које има добру валидност за потребе суда.

## Четири улоге криминалних психолога
Године 1981., један од очева британске криминалистичке психологије – професор Лајонел Хавард – описао је четири начина на која психолог може да ради ако је професионално укључен у кривичне поступке. Ова четири начина укључују:
Клинички: У овој ситуацији, психолог је укључен у процену појединца како би дао клинички суд. Психолог може да користи алате за процену, интервјуе или психометријске алате како би помогао у процени. Ове процене могу помоћи полицији и другим сличним организацијама да одреде како да процесуирају дотичну особу. На пример, психолог помаже да се утврди да ли је појединац способан да се суди или да ли појединац има менталну болест која се односи на то да ли је у стању да разуме поступак.
Експериментално: У овом случају, задатак психолога је да изврши истраживање како би информисао случај. Ово може укључивати извођење експерименталних тестова у сврху илустрације тачке или пружања додатних информација судовима. Ово може укључивати лажно памћење, експерименте веродостојности очевидаца и још много тога. На пример, овај начин укључује питања слична „колико је вероватно да би сведок видео објекат на 100 метара?“.
Актуарски: Ова улога укључује употребу статистике у циљу информисања случаја. Од психолога се може тражити да пружи вероватноћу да ће се неки догађај десити. На пример, судови могу да питају колика је вероватноћа да ће особа поновити кривично дело ако се казна одбије.
Саветодавно: Овде психолог може саветовати полицију о томе како да настави са истрагом. На пример, психолози помажу да се одреди најбољи начин за интервјуисање појединца, најбољи начин за унакрсно испитивање угроженог или другог вештака и како ће преступник поступити након извршења кривичног дела.

## Кључне студије
Спроведен је низ кључних студија психологије, посебно релевантних за разумевање криминалне психологије, међу којима су:
- Експеримент са луткама Бобо, Бандура, Рос & Рос (1961)
- Затворски експеримент у Станфорду, (Филип Зимбардо 1973)
- Лофтус и Палмер (1974), студија очевидаца